# Saulces-Monclin
Saulces-Monclin är en kommun i departementet Ardennes i regionen Grand Est (tidigare regionen Champagne-Ardenne) i nordöstra Frankrike. Kommunen ligger  i kantonen Novion-Porcien som ligger i arrondissementet Rethel. År 2022 hade Saulces-Monclin 841 invånare.

## Befolkningsutveckling
Antalet invånare i kommunen Saulces-Monclin
Referens: INSEE